# Erik Flowers
Erik Mathews Flowers (Oceanside, 1º marzo 1978) è un ex giocatore di football americano statunitense che ha militato nel ruolo di defensive end nella National Football League (NFL).

## Carriera
Moore al college giocò a football con gli Arizona State Sun Devils. Fu scelto dai Buffalo Bills come 26º assoluto nel Draft NFL 2000. Il 23 luglio 2000 firmò il suo contratto da rookie. Nella sua prima stagione disputò tutte le 16 partite, mettendo a segno 20 tackle e 2 sack. L'anno seguente fu nominato defensive end titolare, facendo registrare 21 tackle e 2 sack. Fu svincolato durante il training camp 2002, passando ai neonati Houston Texans. Nella sua unica stagione con la squadra disputò 14 partite con 4 placcaggi. Fu svincolato il 2 settembre 2003, passando ai Pittsburgh Steelers. Fu svincolato 13 giorni dopo. IL 4 dicembre 2003 firmò con i St. Louis Rams dove fu spostato nel ruolo di linebacker. Nel 2003 disputò 4 partite con 2 tackle. Nel 2004 disputò 9 partite con 11 tackles e un sack. Il 1º agosto 2005 firmò con gli Atlanta Falcons. Fu svincolato il 31 agosto 2005.
Il 6 marzo 2006, Flowers firmò con i Toronto Argonauts della Canadian Football League (CFL) come defensive end. A causa di un infortunio alla schiena tuttavia non scese mai in campo con la squadra.